# Kang Ha-neul
Kang Ha-neul (Em coreano: 강하늘, nascido Kim Ha-neul em 21 de fevereiro de 1990) é um ator sul-coreano. Kang começou sua carreira no teatro musical, notavelmente em Thrill Me (2010), Prince Puzzle (2011), Black Mary Poppins (2012), e Assassins (2012). Mudou para televisão e cinema, estrelando as séries de TV To the Beautiful You (2012), Monstar (2013), The Heirs (2013), e When the Camellia Blooms (2019).

## Filmografia

### Séries
| Ano       | Título                          | Papel                 |
| --------- | ------------------------------- | --------------------- |
| 2007      | My Mom! Super Mom!              | Choi Hoon             |
| 2007-2012 | Hometown over the Hill          | Kim Jong-hwi          |
| 2011      | Midnight Hospital               | Yang Chang-soo ok     |
| 2012      | To the Beautiful You            | Min Hyun-jae          |
| 2013      | Monstar                         | Jung Sun-woo          |
| 2013      | Two Weeks                       | Kim Sung-joon         |
| 2013      | Drama Festival "Unrest"         | Joon-kyung            |
| 2013      | The Heirs                       | Lee Hyo-shin          |
| 2014      | Angel Eyes                      | Park Dong-joo (jovem) |
| 2014      | Misaeng                         | Jang Baek-gi          |
| 2016      | Moon Lovers: Scarlet Heart Ryeo | Wang Wook             |
| 2024-2025 | Round 6                         | Dae-ho Kang           |

### Filmes
| Ano  | Título             | Papel          |
| ---- | ------------------ | -------------- |
| 2011 | Battlefield Heroes | Nam-san        |
| 2011 | You're My Pet      | Yang Young-soo |
| 2014 | Mourning Grave     | In-su          |
| 2015 | Twenty             | Kyung Jae      |
| 2015 | Empire of Lust     | Jin            |
| 2017 | Retrial            | Hyun-woo       |
| 2017 | Midnight Runners   | Kang Hee-yeo   |

### Aparições em vídeos musicais
| Ano  | Canção               | Artista        |
| ---- | -------------------- | -------------- |
| 2007 | "Still Pretty Today" | Fly to the Sky |

## Teatro musical
| Ano  | Título              | Papel                           |
| ---- | ------------------- | ------------------------------- |
| 2006 | The Celestial Watch | Jang Young-shil                 |
| 2007 | Carpe Diem          | Lee Il                          |
| 2008 | La Vida             | Hamlet                          |
| 2009 | Thrill Me           | 그                              |
| 2009 | Spring Awakening    | Ernst                           |
| 2010 | Thrill Me           | 나                              |
| 2011 | Prince Puzzle       | Gu-dong                         |
| 2012 | Black Mary Poppins  | Herman                          |
| 2012 | Assassins           | Lee Harvey Oswald/The Balladeer |
| 2013 | Black Mary Poppins  |                                 |

## Discografia

### Colaborações e trilhas sonoras
| Ano  | Canção                          | Álbum       | Duração | Artista                   |
| ---- | ------------------------------- | ----------- | ------- | ------------------------- |
| 2013 | "Atlantis Princess"             | Monstar OST | 3:05    | Ha Yeon-soo e Kim Cho-eun |
| 2013 | "Don't Make Me Cry"             | Monstar OST | 3:09    | Elenco de Monstar         |
| 2013 | "Only That Is My World / March" | Monstar OST | 3:25    | Elenco de Monstar         |